# Yuck
Yuck is een Britse indierockband uit Londen, bestaande uit Daniel Blumberg (gitaar en zang), Max Bloom (gitaar en zang), Mariko Doi (basgitaar) en Jonny Rogoff (drums). Hun debuutalbum, getiteld Yuck, werd in februari 2011 uitgebracht.

## Discografie

### Albums
- Yuck (2011)
- Glow & Behold (2013)
- Stranger Things (2016)

### Ep's
- Southern Skies (2014)

### Singles
- "Rubber" (2010)
- "Georgia" (2010)
- "Holing Out" (2011)
- "Get Away" (2011)
- "The Wall" (2011)
- "Shook Down"/"Milkshake" (2011)
- "Chew" (2012)
- "Rebirth" (2013)
- "Middle Sea" (2013)
- "Lose My Breath" (2013)
- "Southern Skies" (2014)
- "Hold Me Closer" (2015)
- "Hearts in Motion" (2016)
- "Cannonball" (2016)